# Marseille-en-Beauvaisis
Marseille-en-Beauvaisis település Franciaországban, Oise megyében. Lakosainak száma 1426 fő (2022. január 1.). Marseille-en-Beauvaisis Achy, Fontaine-Lavaganne, Grémévillers, Haute-Épine, Rothois és Roy-Boissy községekkel határos.

## Népesség
A település népességének változása:
| Lakosok száma | 1447 | 1466 | 1481 | 1482 | 1476 | 1475 | 1469 | 1443 | 1426 |
|               | 2013 | 2015 | 2016 | 2017 | 2018 | 2019 | 2020 | 2021 | 2022 |